# Arbigny-sous-Varennes
Ne doit pas être confondu avec Arbigny.
Pour les articles homonymes, voir Varennes.
Arbigny-sous-Varennes est une commune française, située dans le département de la Haute-Marne en région Grand Est.

## Géographie

### Localisation
Arbigny-sous-Varennes est situé à 18 km au nord-est de Chalindrey.

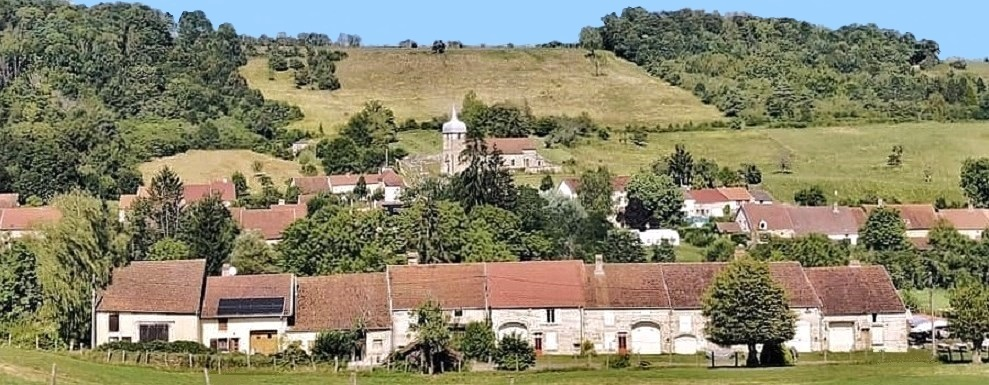
Vue générale

### Communes limitrophes
| Marcilly-en-Bassigny | Varennes-sur-Amance   | Champigny-sous-Varennes |
|                      | Arbigny-sous-Varennes | Anrosey                 |
| Haute-Amance         | Maizières-sur-Amance  | Bize                    |

### Hydrographie
La commune est dans le bassin versant de la Saône au sein du bassin Rhône-Méditerranée-Corse. Elle est drainée par la Petite Amance, le ruisseau de Maljoie, le ruisseau de Bouillevau et le ruisseau de Presle.
La Petite-Amance, d'une longueur de 19 km, prend sa source dans la commune de Saulxures et se jette  dans l'Amance à Bize, après avoir traversé neuf communes.

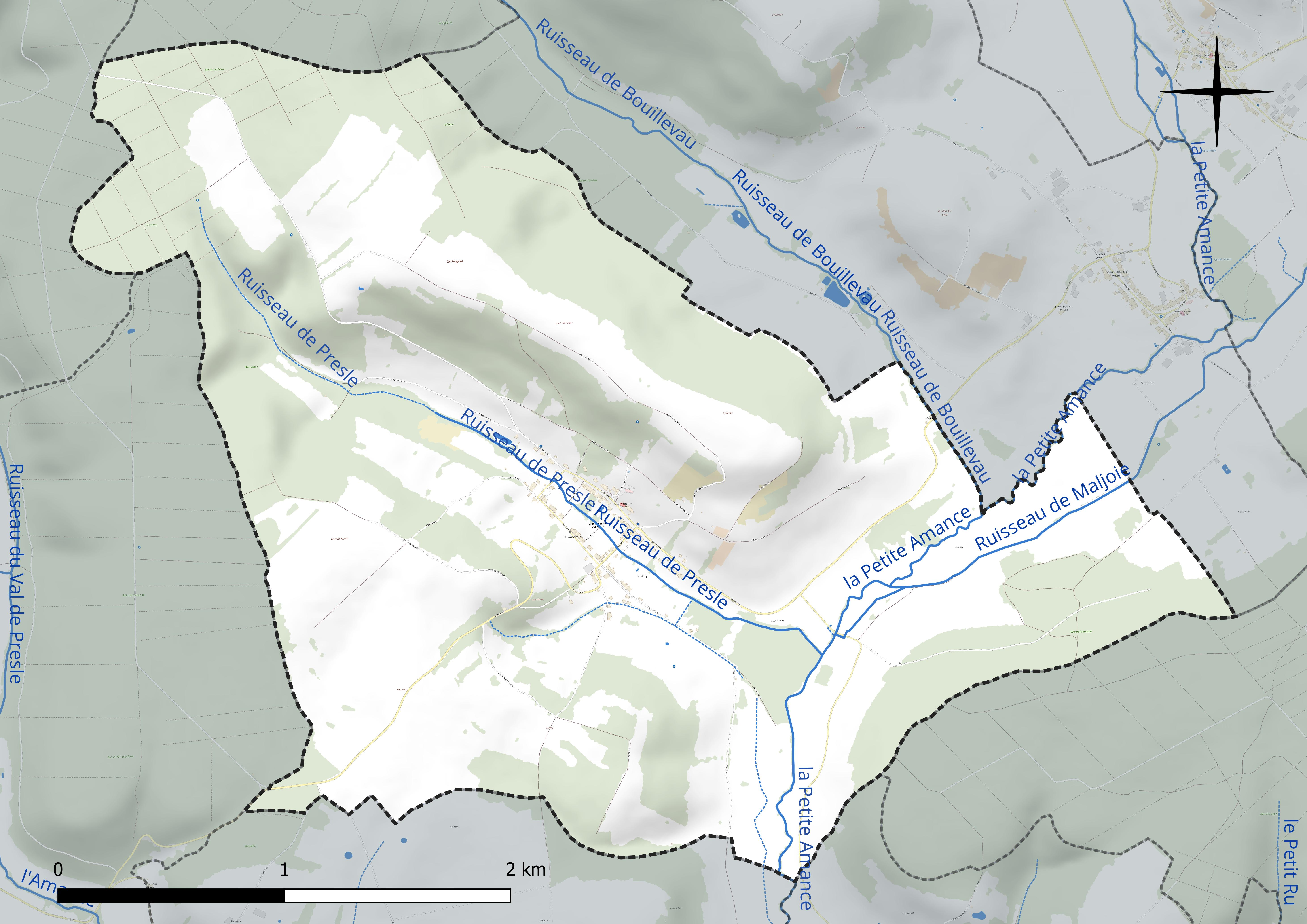
Réseau hydrographique d'Arbigny-sous-Varennes.

Le ruisseau de Maljoie, d'une longueur de 10 km, prend sa source dans la commune de Coiffy-le-Haut et se jette  dans la Petite-Amance sur la commune, après avoir traversé cinq communes.

### Climat
Pour des articles plus généraux, voir Climat du Grand Est et Climat de la Haute-Marne.
En 2010, le climat de la commune est de type climat des marges montargnardes, selon une étude du Centre national de la recherche scientifique s'appuyant sur une série de données couvrant la période 1971-2000. En 2020, Météo-France publie une typologie des climats de la France métropolitaine dans laquelle la commune est exposée à un climat océanique altéré et est dans la région climatique Lorraine, plateau de Langres, Morvan, caractérisée par un hiver rude (1,5 °C), des vents modérés et des brouillards fréquents en automne et hiver.
Pour la période 1971-2000, la température annuelle moyenne est de 10,1 °C, avec une amplitude thermique annuelle de 17 °C. Le cumul annuel moyen de précipitations est de 951 mm, avec 12,6 jours de précipitations en janvier et 8,9 jours en juillet. Pour la période 1991-2020, la température moyenne annuelle observée sur la station météorologique de Météo-France la plus proche, « Fayl-Billot_sapc », sur la commune de Fayl-Billot à 9 km à vol d'oiseau, est de 10,5 °C et le cumul annuel moyen de précipitations est de 995,6 mm. 
La température maximale relevée sur cette station est de 38,5 °C, atteinte le 25 juillet 2019 ; la température minimale est de −16,1 °C, atteinte le 24 décembre 2001,,.
Les paramètres climatiques de la commune ont été estimés pour le milieu du siècle (2041-2070) selon différents scénarios d'émission de gaz à effet de serre à partir des nouvelles projections climatiques de référence DRIAS-2020. Ils sont consultables sur un site dédié publié par Météo-France en novembre 2022.

## Urbanisme

### Typologie
Au 1er janvier 2024, Arbigny-sous-Varennes est catégorisée commune rurale à habitat dispersé, selon la nouvelle grille communale de densité à sept niveaux définie par l'Insee en 2022.
Elle est située hors unité urbaine et hors attraction des villes,.

### Occupation des sols
L'occupation des sols de la commune, telle qu'elle ressort de la base de données européenne d’occupation biophysique des sols Corine Land Cover (CLC), est marquée par l'importance des territoires agricoles (57,8 % en 2018), en diminution par rapport à 1990 (60,4 %). La répartition détaillée en 2018 est la suivante : 
prairies (39,8 %), forêts (39,6 %), zones agricoles hétérogènes (13,1 %), terres arables (4,8 %), zones urbanisées (2,6 %). L'évolution de l’occupation des sols de la commune et de ses infrastructures peut être observée sur les différentes représentations cartographiques du territoire : la carte de Cassini (XVIIIe siècle), la carte d'état-major (1820-1866) et les cartes ou photos aériennes de l'IGN pour la période actuelle (1950 à aujourd'hui).

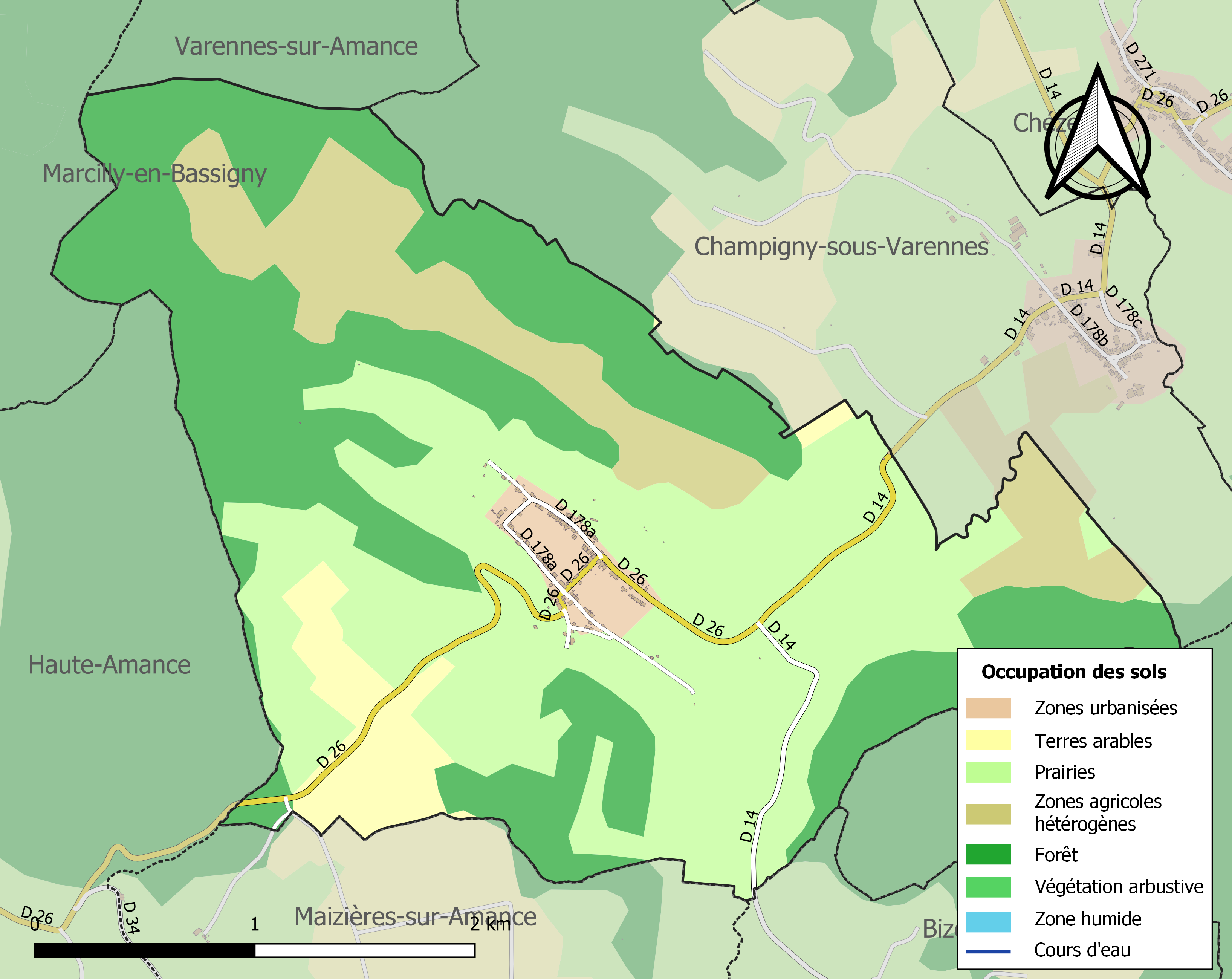
Carte des infrastructures et de l'occupation des sols de la commune en 2018 (CLC).

## Toponymie
Le nom de la localité est attesté sous les formes Arbigney (1332) ; Arbigneyum (1334) ; Aubigneyum (1436) ; Arbigny (1506) ; Arbaigney-lez-Varennes (1521) ; Arbigny-soubs-Varennes (1675) ; Arbigny-sous-Varennes (1732) ; Arbigny (1801) ; Arbigny-sous-Varennes (XXe siècle).

Arbigny est au sud de Varennes-sur-Amance.

## Histoire
Généralités historiques
- Le premier seigneur fut, au VIIe siècle, Gengoulph, seigneur de Varennes.

### Les Hospitaliers
La commanderie d'Arbigny, fondée par les Hospitaliers de l'ordre de Saint-Jean de Jérusalem, est attestée dès 1153. Contrairement à ce qui a pu être indiqué, il n'y a jamais eu de maison templière. Il faut signaler la présence d'une église construite sur une source réputée miraculeuse et d'un hôpital du XIVe au XVIe siècle autour de cette même source miraculeuse.

## Politique et administration

### Liste des maires
| Période                                  | Période   | Identité           | Étiquette | Qualité |
| ---------------------------------------- | --------- | ------------------ | --------- | ------- |
| Les données manquantes sont à compléter. |           |                    |           |         |
| mars 2001                                | mars 2008 | Christian Depitout |           |         |
| mars 2008                                | En cours  | Fabrice Goncalves  |           |         |

## Population et société

### Démographie
L'évolution du nombre d'habitants est connue à travers les recensements de la population effectués dans la commune depuis 1793. Pour les communes de moins de 10 000 habitants, une enquête de recensement portant sur toute la population est réalisée tous les cinq ans, les populations de référence des années intermédiaires étant quant à elles estimées par interpolation ou extrapolation. Pour la commune, le premier recensement exhaustif entrant dans le cadre du nouveau dispositif a été réalisé en 2008.

En 2022, la commune comptait 86 habitants, en évolution de −6,52 % par rapport à 2016 (Haute-Marne : −4,62 %, France hors Mayotte : +2,11 %).
| 1793 | 1800 | 1806 | 1821 | 1831 | 1836 | 1841 | 1846 | 1851 |
| ---- | ---- | ---- | ---- | ---- | ---- | ---- | ---- | ---- |
| 606  | 634  | 734  | 660  | 647  | 664  | 676  | 673  | 701  |

| 1856 | 1861 | 1866 | 1872 | 1876 | 1881 | 1886 | 1891 | 1896 |
| ---- | ---- | ---- | ---- | ---- | ---- | ---- | ---- | ---- |
| 628  | 638  | 652  | 624  | 570  | 570  | 517  | 505  | 506  |

| 1901 | 1906 | 1911 | 1921 | 1926 | 1931 | 1936 | 1946 | 1954 |
| ---- | ---- | ---- | ---- | ---- | ---- | ---- | ---- | ---- |
| 448  | 435  | 431  | 317  | 337  | 286  | 269  | 265  | 231  |

| 1962 | 1968 | 1975 | 1982 | 1990 | 1999 | 2006 | 2008 | 2013 |
| ---- | ---- | ---- | ---- | ---- | ---- | ---- | ---- | ---- |
| 187  | 153  | 126  | 122  | 121  | 99   | 87   | 84   | 93   |

| 2018 | 2022 | - | - | - | - | - | - | - |
| ---- | ---- | - | - | - | - | - | - | - |
| 87   | 86   | - | - | - | - | - | - | - |

## Économie
- Exploitations agricoles.
- Commune labellisée "Commune Nature", zéro phyto, niveau 3 (à la date du 31.12.2021 - Région Grand-Est).

## Culture locale et patrimoine

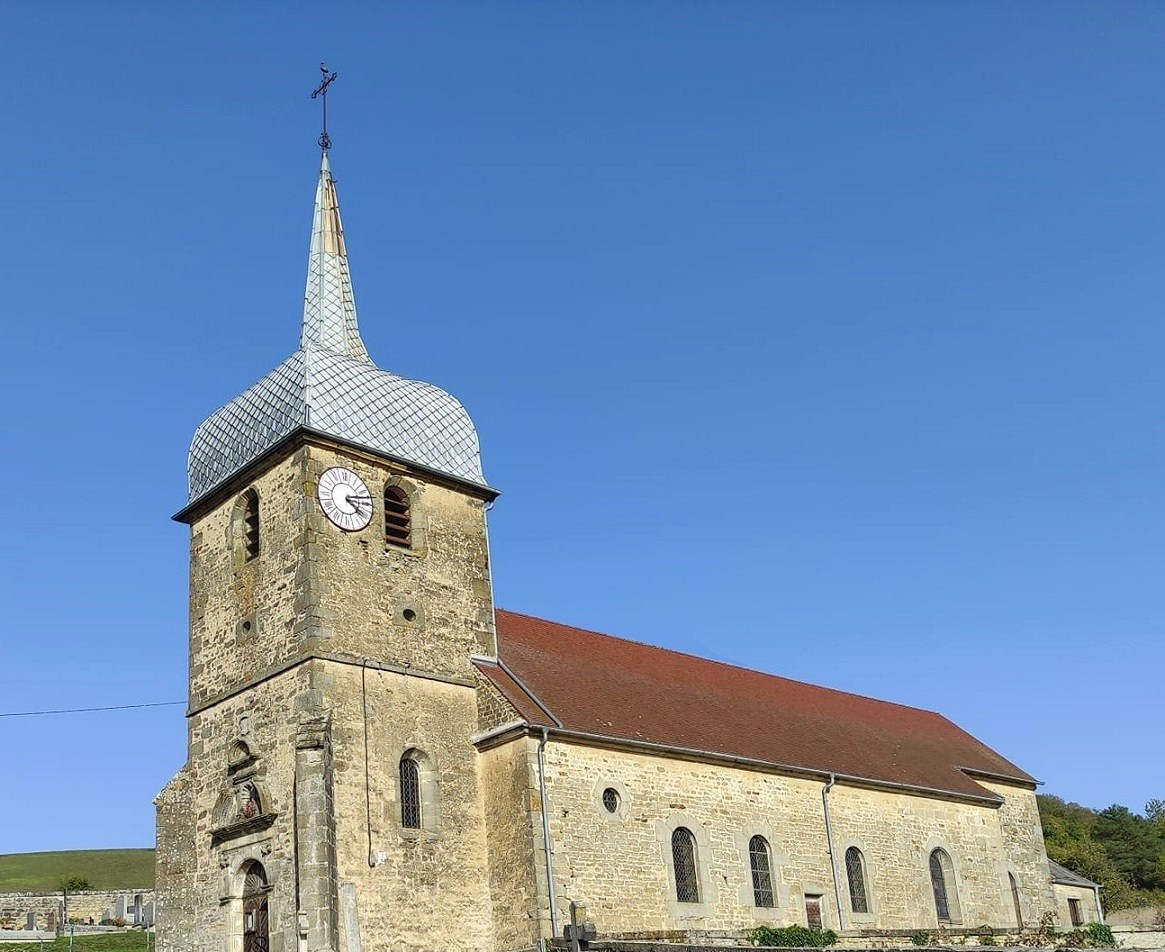
L'église Saint-Jean-Baptiste.

### Lieux et monuments
- Oppidum aux Varennes-Noires.
- Vestiges du château féodal sur la hauteur de Varennes-Noires.
- Église Saint-Jean-Baptiste, XVIe siècle (bâtie sur une source miraculeuse) : retable de bois sculpté[21].

## Personnalités liées à la commune
- Claude Anthime Corbon (1808-1891), homme politique français.